# Glinianki (Kwaśniów Górny)
Glinianki – przysiółek wsi Kwaśniów Górny w Polsce położony w województwie małopolskim, w powiecie olkuskim, w gminie Klucze.
W latach 1975–1998 przysiółek administracyjnie należał do województwa katowickiego.